# Протекторат Південної Аравії
Протекторат Південної Аравії — низка держав, що мали договір про захист з Великою Британією. Протекторат було створено 18 січня 1963 з тих теренів Аденського протекторату, які не увійшли до Федерації Південної Аравії .
Протекторат Південної Аравії складався з держав Катірі, Махра, Куаїті і Вахіді Бір Алі, які перебували на історичній території Хадрамаут і входили пізніше до Східно-Аденського протекторату, і держави Верхня Яффа, яка була частиною Західно-Аденського протекторату.
Протекторат Південної Аравії було скасовано 30 листопада 1967 , після чого відбулося падіння монархій у складали його державах. Територія протекторату увійшла в нової незалежної Народної Республіки Південного Ємену.